# Habrotrocha schultei
Habrotrocha schultei är en hjuldjursart som beskrevs av Donner 1965. Habrotrocha schultei ingår i släktet Habrotrocha och familjen Habrotrochidae. Inga underarter finns listade i Catalogue of Life.